# The Cursed Crusade
The Cursed Crusade (The Cursed Crusade. Проклятый крестовый поход) — игра в жанре action-adventure, разработанная французской компанией Kylotonn. Издатель в Европе — dtp entertainment AG, в Японии — Ubisoft, в Северной Америке — Atlus, в России — 1С-СофтКлаб/Snowball Studios.

## Геймплей
Действие игры разворачивается на рубеже XII—XIII веков. Главный герой, тамплиер Денц де Бейль, отправляется в Четвёртый крестовый поход. В начале пути к нему присоединяется наемник Эстебан Новьембре (который может быть как ИИ, так и другим игроком онлайн или в режиме сплит-скрин).
На протяжении 5 глав (в общей сложности 38 миссий), игроки побывают на рыцарском турнире в Экри, возьмут штурмом замок Бирон, примут участие в осаде Зары, завоюют Константинополь и посетят легендарную крепость крестоносцев Крак-де-Шевалье.

## Оценки
| Сводный рейтинг | Сводный рейтинг | Сводный рейтинг |
| Издание         | Оценка          | Оценка          |
| Издание         | PS3             | Xbox 360        |
| --------------- | --------------- | --------------- |
| GameRankings    | 43,09 %         | 41,90 %         |

Игра получила рейтинги 55/100 (PC) 45/100 (PS3) и 39/100 (Xbox 360) на Metacritic.